# Пуйва (приток Иоканги)
Пуйва (Айтэй) — река в России, течёт по территории Ловозерского района протекает по Мурманской области. Устье реки находится в 72 км по правому берегу реки Иоканга. Длина реки составляет 44 км, площадь водосборного бассейна 291 км².
В 25 км от устья, по правому берегу реки впадает река Кувчвэй.

## Данные водного реестра
По данным государственного водного реестра России относится к Баренцево-Беломорскому бассейновому округу, водохозяйственный участок реки — реки бассейна Баренцева моря от восточной границы бассейна реки Воронья до западной границы бассейна реки Иоканга (мыс Святой Нос). Речной бассейн реки — бассейны рек Кольского полуострова, впадает в Баренцево море.
Код объекта в государственном водном реестре — 02010000912101000005242.